# Tiuna
O Tiuna UR-53AR50 é um veículo militar polivalente venezuelano, apresentado pela CENARECA e montado localmente pela VENDES. É usado pela FANB desde 2004. A fábrica de montagem está localizada em Forte Tiuna, em Caracas, na Venezuela.
O projeto do Tiuna éfabricado pela Empresa Mista Socialista de Veículos Venezuelanos (em castelhano:  Empresa Mixta Socialista de Vehículos Venezolanos, Emsoven), uma subsidiária da CAVIM, e foi mostrado pela primeira vez ao público no desfile militar de 20 de julho de 2004.
Os veículos de produção são construídos com o apoio de empresas que trazem peças de veículos para sua construção e cooperativas que trabalham na Fábrica de Montagem do Forte Tiuna (Sede da VVD). Este veículo foi projetado e construído na Venezuela, recebendo peças importadas dos Estados Unidos, México e China em adição às peças nacionais. A frota de veículos Tiuna foi beneficiária do programa de repotenciamento dos veículos da Força Armada Nacional Bolivariana (FANB).

## Modelos
Os seguintes são modelos de produção conhecidos do Tiuna: 
- Militares
  - Reconhecimento
  - Antitanque
  - Posto de Comando
  - Defesa Aérea
    - Montado com MANPAD
    - Como veículo de reboque para armas AAe

  - Comunicações
  - Anti-motim
  - Canhão sem recuo montado (M40)
  - Lançador de foguetes múltiplos
- Outros
  - Transporte (Pessoal)
  - Carga (Seca)
  - Ambulância
  - Manutenção
  - Combustível
  - Tanque de água
- Civil
  - SUV

## Operadores

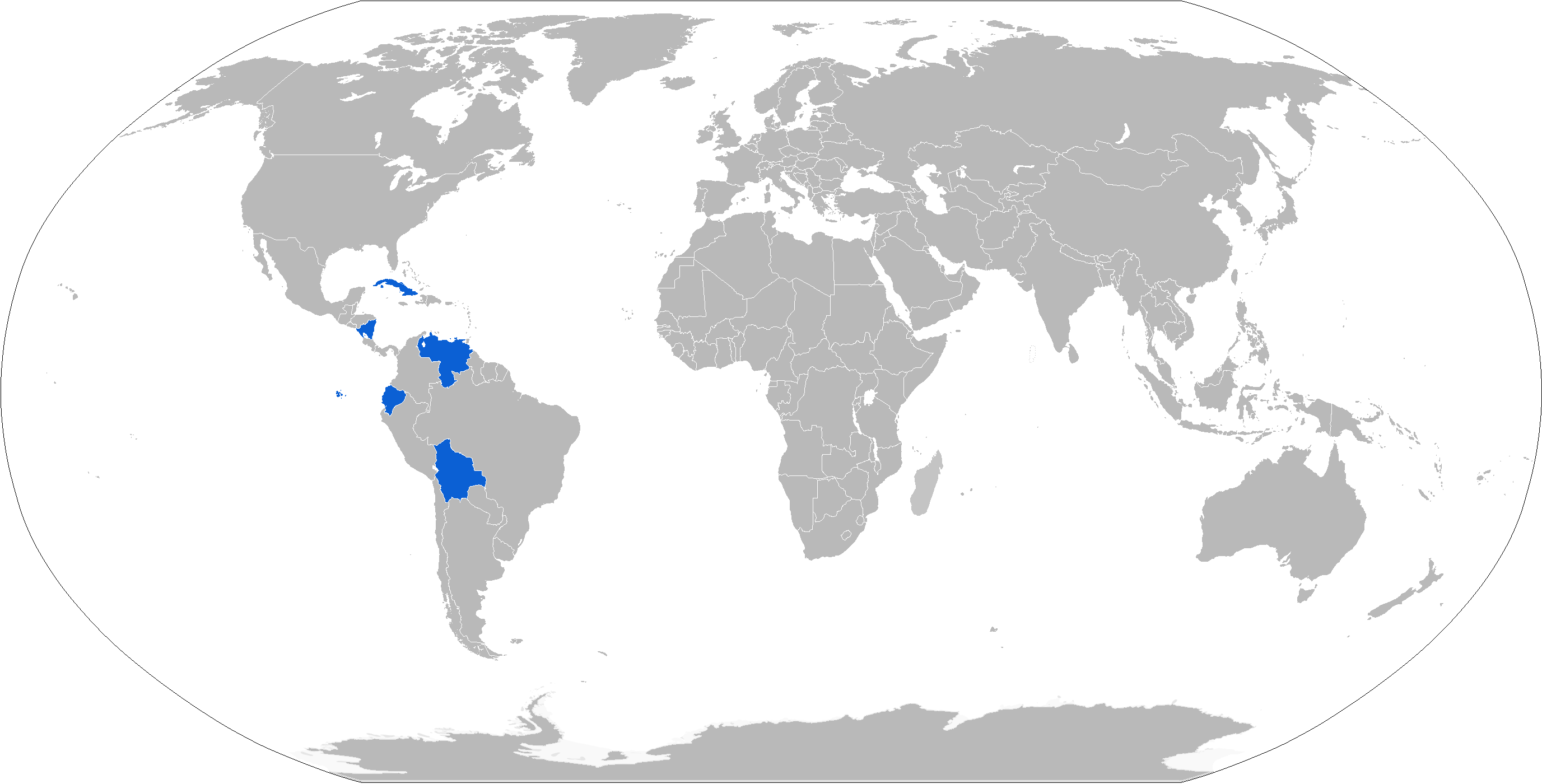
Mapa dos operadores do Tiuna em azul.

- Bolívia
- Cuba
- Equador
- Venezuela